# Forças Armadas do Peru

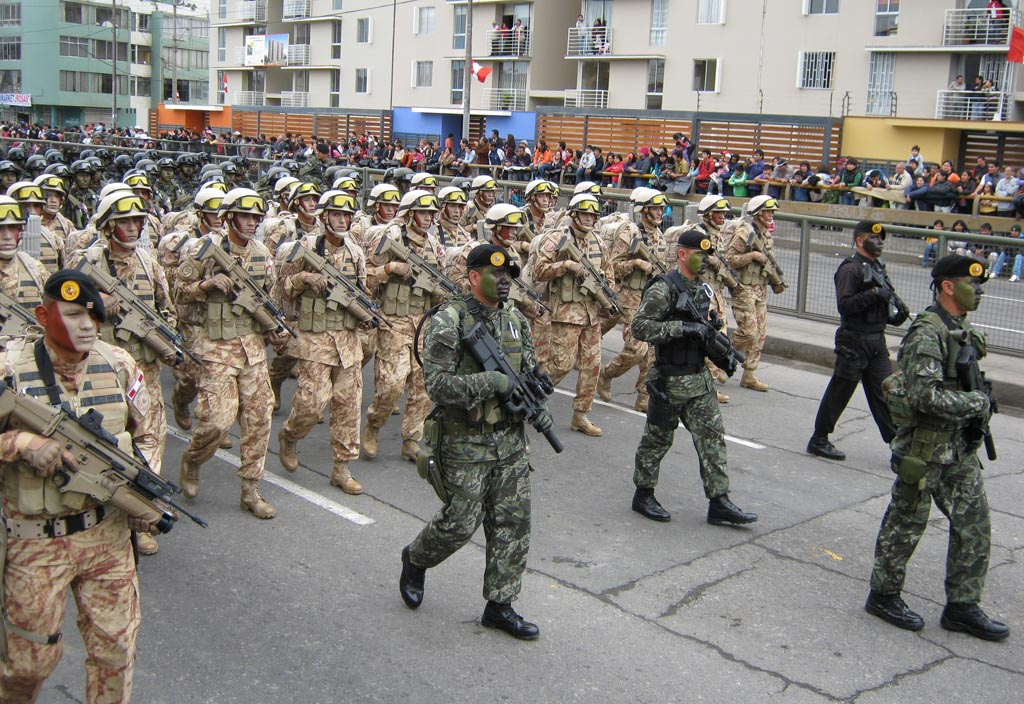
Homens das forças especiais do exército peruano durante um desfile militar.

As Forças armadas peruanas (em castelhano:  Fuerzas Armadas del Perú) são a principal força de defesa do Peru, composta por um exército, uma marinha e uma aeronáutica militar. Sua missão principal é salvaguardar a independência, soberania e a integridade nacional contra qualquer ameaça. Como papel secundário eles participam do desenvolvimento econômico e social do país, além de trabalhar em tarefas de defesa civil.
A Polícia Nacional do Peru é normalmente classificada como parte das forças armadas. Apesar de ter uma organização diferente e ter apenas caráter civil, eles ainda são caracterizados como uma força militar tomando parte de ações de antiterrorismo e contra o narcotráfico. Ela conta com 140 000 combatentes (mais do que o exército). Uma das principais diferenças é que as forças armadas peruanas respondem ao ministério da defesa, enquanto a polícia nacional responde ao ministério do interior.

## Fotos

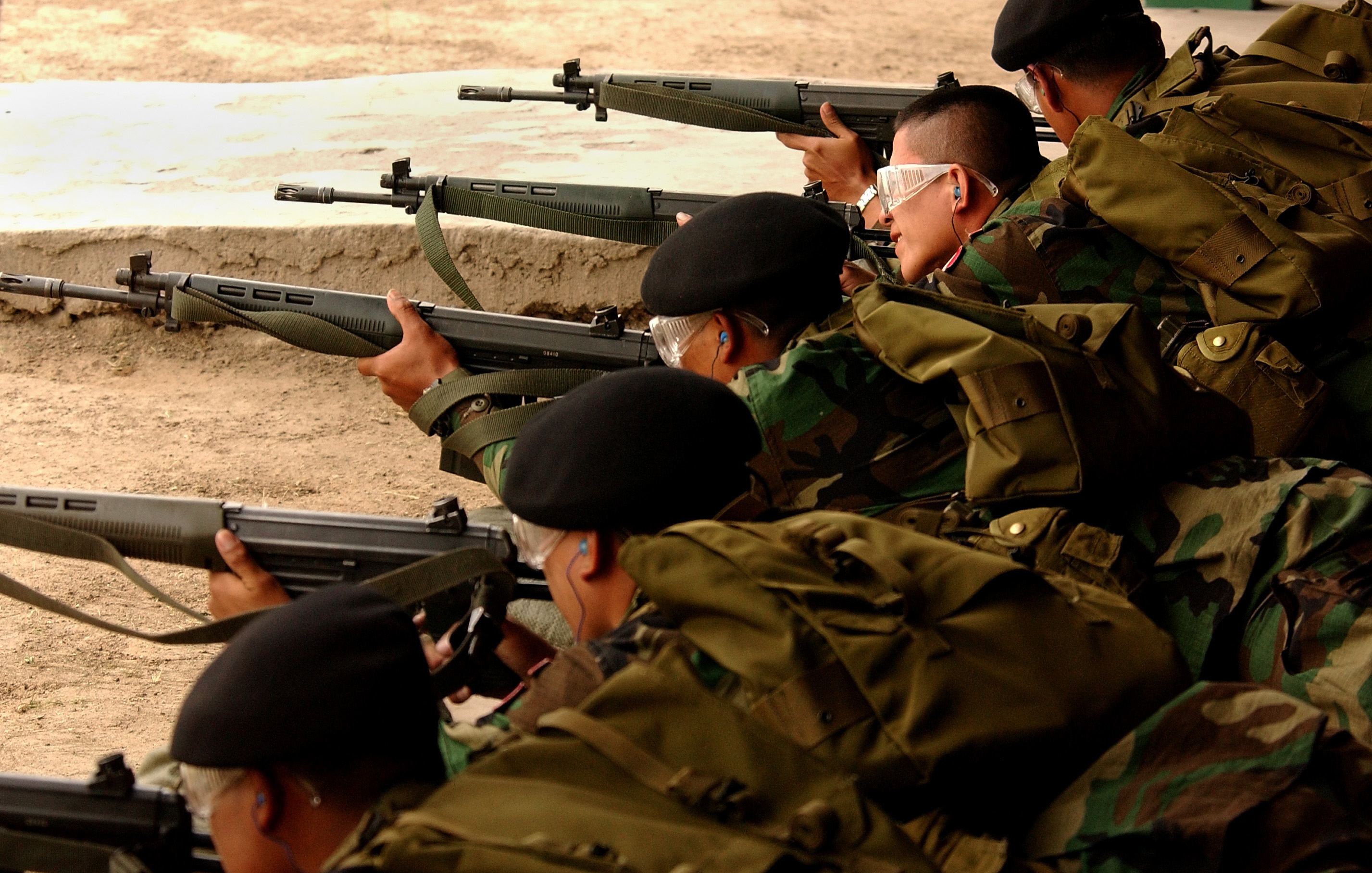
Soldados do exército do Peru armados com seus fuzis SIG 542.
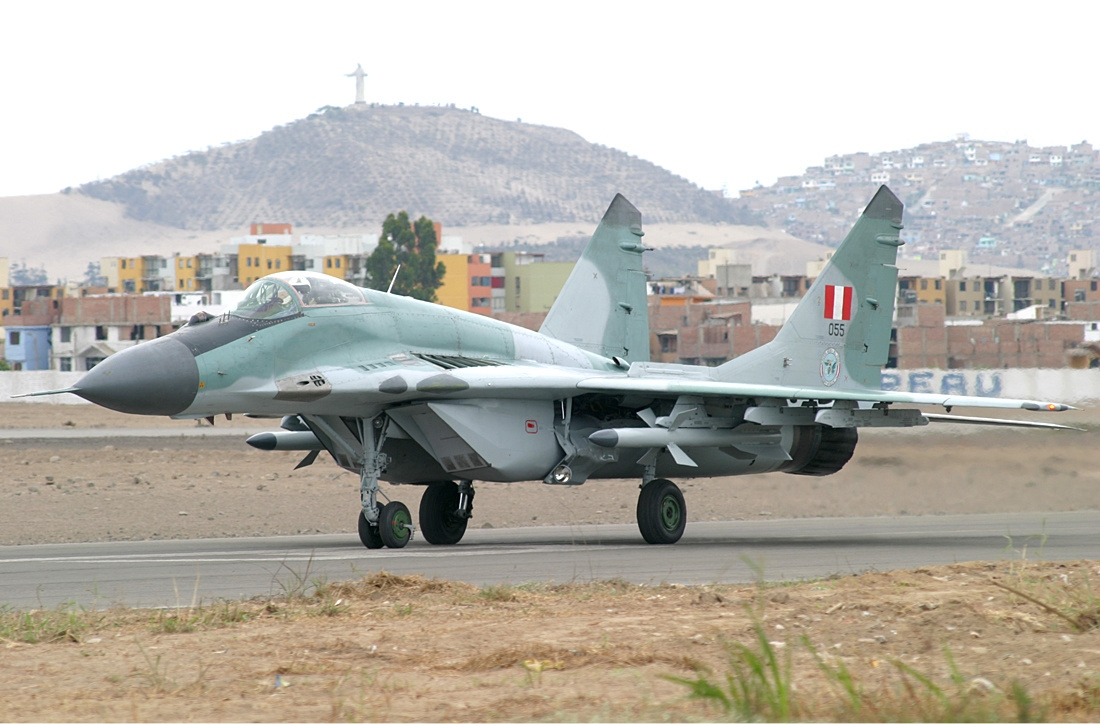
Um caça Mig-29 da força aérea peruana.
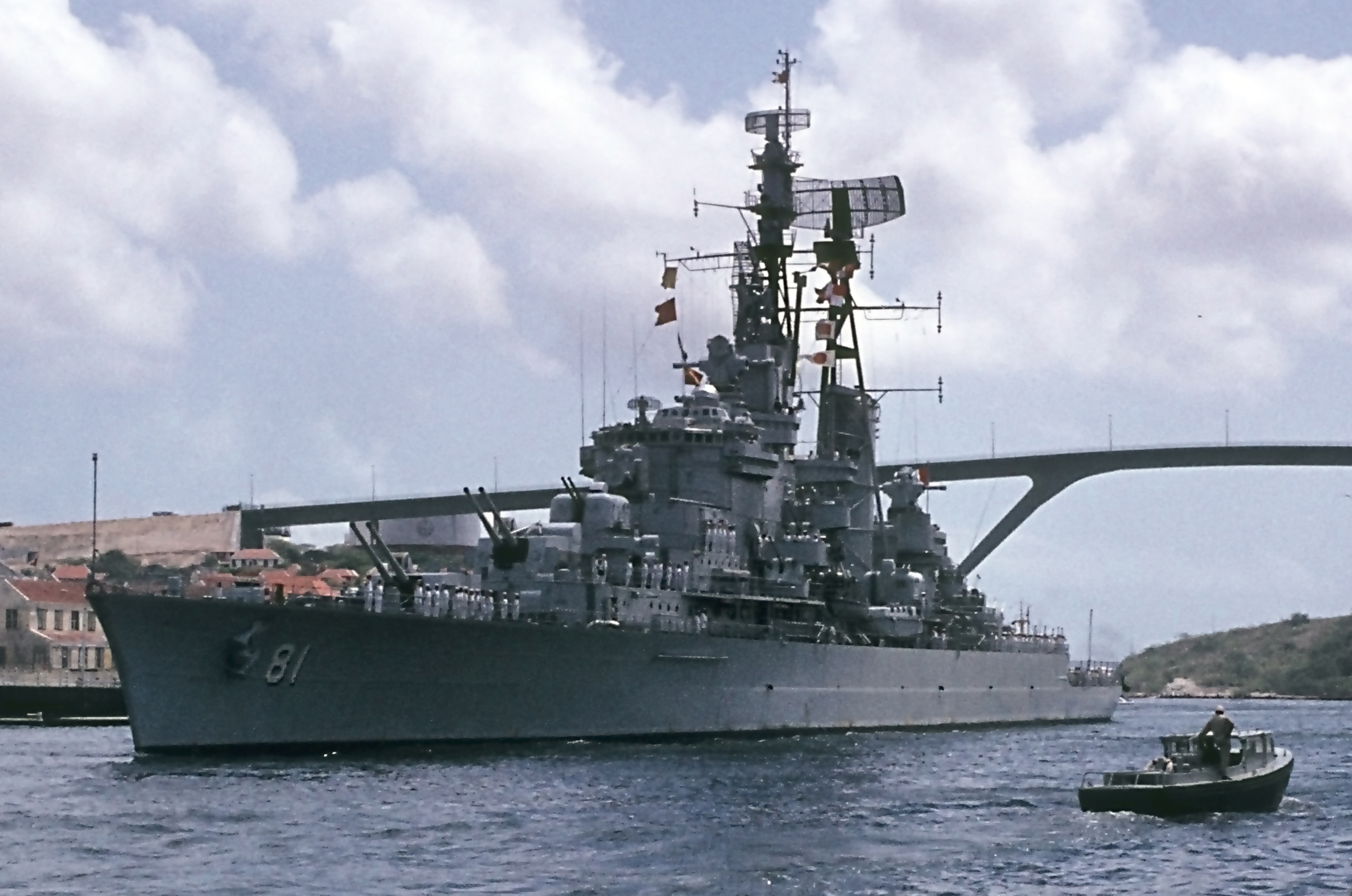
O cruzador BAP Almirante Grau da Marinha do Peru. Ficou no serviço ativo pelo país de 1973 a 2017.
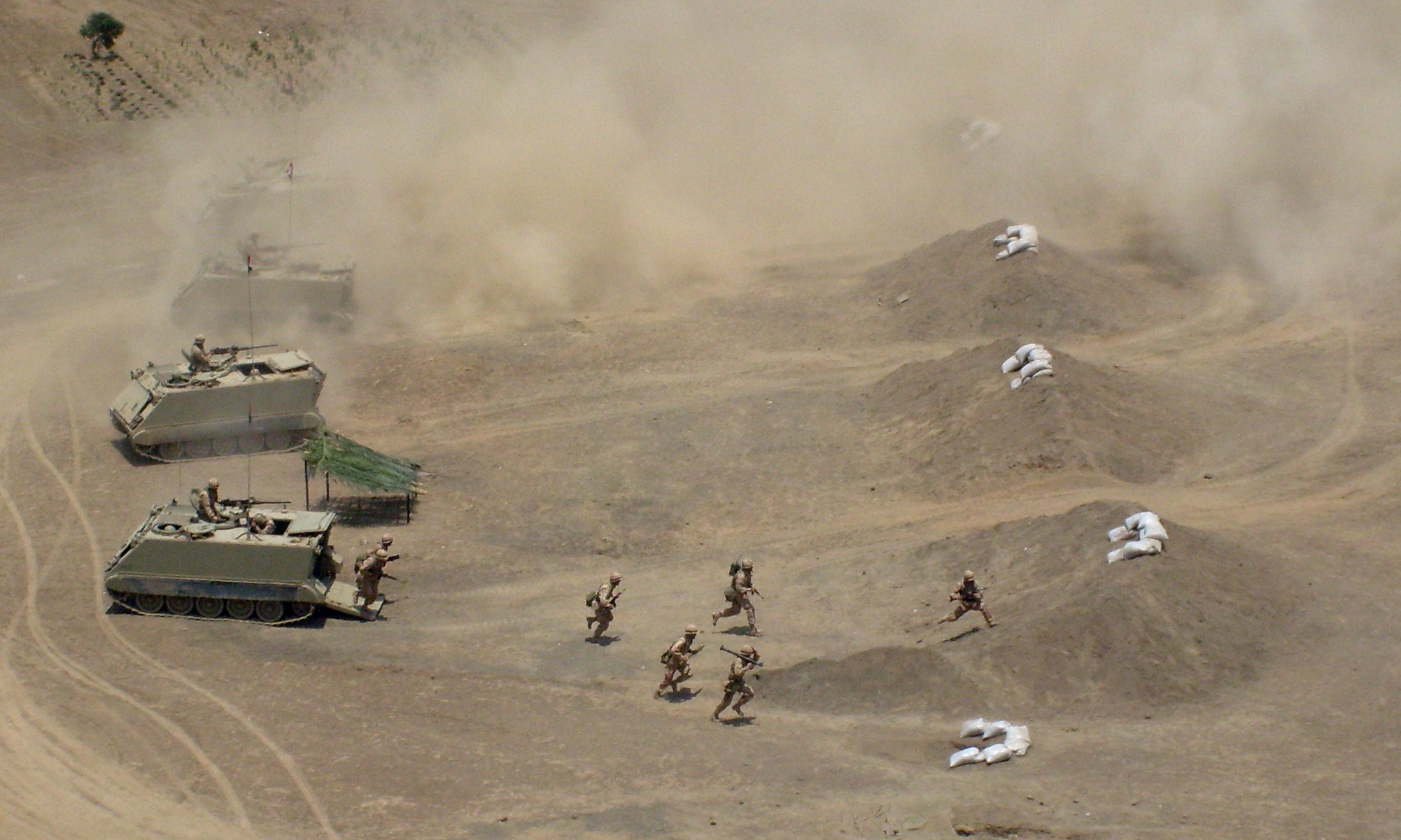
Infantaria Peruana durante um exercício de treinamento, em 2008.
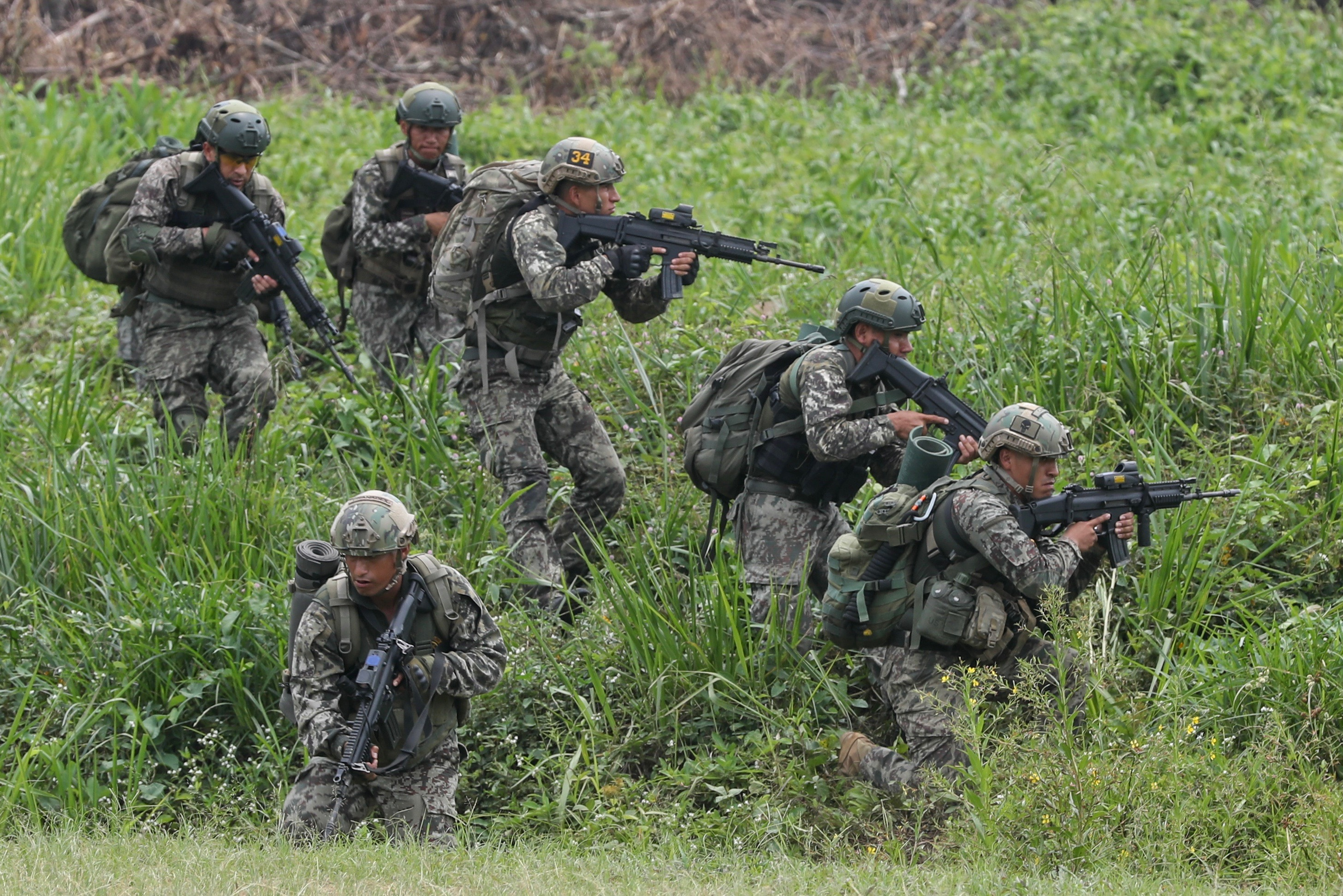
Fuzileiros peruanos.